# Puchar Polski w koszykówce mężczyzn 2008/2009
Puchar Polski w koszykówce mężczyzn 2008/2009 odbył się w dniach 21-22 marca 2009 roku w Lublinie. Udział w nim wzięły 4 najlepsze ekipy PLK po sezonie zasadniczym:
- Anwil Włocławek
- Asseco Prokom Sopot
- Kotwica Kołobrzeg
- PGE Turów Zgorzelec

## Terminarz i wyniki

### Półfinały
- 21 marca godz. 18.00: Asseco Prokom Sopot 93-90 Anwil Włocławek
- 21 marca godz. 20.15: Kotwica Kołobrzeg 88-76 PGE Turów Zgorzelec

### Finał
- 22 marca godz. 16.05: Asseco Prokom Sopot 89-98 Kotwica Kołobrzeg

## Końcowa klasyfikacja
1.  Kotwica Kołobrzeg

2.  Asseco Prokom Sopot

3.  Anwil Włocławek

3.  PGE Turów Zgorzelec